# We Don't Talk Anymore (Cliff Richard)
We Don't Talk Anymore is een nummer van de Britse zanger Cliff Richard. Het is de eerste single van zijn 22e studioalbum Rock 'n' Roll Juvenile uit 1979. In juli van dat jaar werd het nummer op single uitgebracht.
De plaat werd wereldwijd een grote hit. Zo was de plaat goed voor een nummer 1-positie in onder andere Richards thuisland het Verenigd Koninkrijk, Ierland, Oostenrijk, Finland en Noorwegen. 
In Nederland was de plaat op vrijdag 10 augustus 1979 Veronica Alarmschijf op Hilversum 3 en werd een gigantische hit in de destijds drie hitlijsten op de nationale publieke popzender. De plaat bereikte de 3e positie in zowel de Nederlandse Top 40 als de TROS Top 50 en de 4e positie in de Nationale Hitparade. In de Europese hitlijst op Hilversum 3, de TROS Europarade, werd de nummer 1-positie bereikt.
In België bereikte de plaat de nummer 1-positie in zowel de Vlaamse Ultratop 50 als de Vlaamse Radio 2 Top 30.

## NPO Radio 2 Top 2000
| Nummer met noteringen in de NPO Radio 2 Top 2000 | '99 | '00 | '01 | '02  | '03 | '04  | '05  | '06  | '07  | '08  |
| ------------------------------------------------ | --- | --- | --- | ---- | --- | ---- | ---- | ---- | ---- | ---- |
| We Don't Talk Anymore                            | 519 | 872 | 753 | 1629 | -   | 1851 | 1913 | 1966 | 1912 | 1805 |

1. ↑  Een '-' betekent dat het nummer niet was genoteerd en een vetgedrukt getal geeft de hoogste notering aan.
2. ↑  Deze tabel is bijgewerkt tot en met de laatste editie (2024).